# 阿克铁热克村 (阔斯特克镇)
阿克铁热克村 (Ақтерек қыстағы)，中华人民共和国新疆维吾尔自治区阿勒泰地区布尔津县阔斯特克镇下辖的一个行政村，位于镇政府驻地西北方向1.5公里处布尔津河东岸。

## 语源
阿克铁热克是哈萨克语，意为白杨树。

## 历史沿革
1970年建村，时称高潮公社三大队三小队，1971年划为布尔津县第二牧场农三队，1980年改为阔斯特克牧场农三队。1984年改建为阔斯特克乡阿克铁热克村委会。2016年，阔斯特克“撤乡建镇”，阿克铁热克村仍属之。